# Декларация независимости Гаити
Декларация независимости Гаити (фр. Acte de l'Indépendance de la République d'Haïti) была провозглашена 1 января 1804 года в портовом городе Гонаив Жан-Жаком Дессалином, ознаменовав окончание 13-летней Гаитянской революции. Эта декларация означала, что Гаити стало первой независимой страной Латинской Америки и лишь второй в Америке после Соединённых Штатов.
Примечательно, что Гаитянская декларация независимости ознаменовала завершение единственной успешной революции рабов в истории. Существует только два экземпляра оригинальной печатной версии. Оба были обнаружены Джулией Гаффилд, аспиранткой Дьюкского университета, в Национальном архиве Великобритании в 2010 и 2011 годах . В настоящее время они хранятся в Национальном архиве в Кью.
Сама декларация состоит из трёх частей. Самая длинная из них, «Le Général en Chef Au Peuple d’Hayti», известная как «прокламация», служит прологом. Её единственным подписантом был генерал Жан-Жак Дессалин. Поскольку Дессалин был неграмотным и не говорил по-французски, его секретарь Луи Буарон-Тоннер зачитал прокламацию, а затем и акт о независимости, оба из которых были написаны им же. Позже за этим последовало выступление Дессалина в честь Дня независимости, произнесённое на гаитянском креольском языке, в котором он осудил Францию.

В частности, декларация требует мести французским белым креолам, совершавшим зверства против африкано-гаитянского населения. Дессалин заявил: 
«Недостаточно изгнать варваров, которые на протяжении двух веков заливали нашу землю кровью; … Мы должны, последним актом национальной власти, навсегда утвердить империю свободы в стране нашего рождения; мы должны уничтожить любую надежду бесчеловечного правительства на то, чтобы вновь обратить нас в рабство … В конечном счёте, мы должны жить независимо или умереть».
Эти слова предвещали резню 1804 года на Гаити, которая проходила под руководством Дессалина.
Гваделупский учёный Филипп Жирар отметил, что этот документ многослоен и содержит отсылки к шести различным аудиториям: «французам, креолам, англо-американцам, латиноамериканцам, гаитянам смешанного происхождения и чернокожим гаитянам». Более того, гаитянская декларация была важна тем, что она ознаменовала завершение революции, а не её начало, в отличие от большинства революционных движений до середины XX века. Кроме того, основной движущей силой этой революции была не независимость, а расовое равенство и освобождение.
Хотя в декларации неоднократно упоминалась «свобода от рабства», в тексте не было упоминаний о «республиканских правах». В результате новое государство при Дессалине стало известно как l’État d’Haïti («Государство Гаити»), а не Гаитянская Республика. После обретения независимости Дессалин сосредоточил всю власть в своих руках в качестве «главы государства», что стало возможным благодаря поддержке 17 высокопоставленных чиновников, подписавших третью часть декларации.

## Социальный контекст
Центральным вопросом гаитянской революции была независимость, в частности, освобождение от французского рабства. По своей социальной и политической сложности Гаитянская революция напоминала одновременную Французскую революцию, поскольку её участники требовали отделения от господствующего класса Франции. Кроме того, в отличие от материковых колоний, Гаити был небольшим карибским островом, который легко поддавался блокаде, а его население было сравнительно малочисленным, что делало независимость менее жизнеспособным вариантом.
Для чернокожих рабов революция и последующая декларация независимости стали путём к освобождению и расовому равенству, после восстановления рабства в 1802 году Наполеоном Бонапартом. Это решение, в частности, стало катализатором революции среди рабов, которые стали более довольны после отмены рабства в 1793 году. Этот мотив особенно отзывался в сердце Дессалина, который сам был рабом. Таким образом, в окончательной декларации 1804 года было несколько упоминаний об освобождении и свободе от «жестокостей французов», а не юридическом заявлении о независимости.
Похожие попытки добиться независимости были предприняты в ночь с 21 на 22 августа 1791 года, когда рабы Сен-Доминго восстали и погрузили колонию в гражданскую войну. В течение следующих десяти дней рабы захватили весь Северный округ, став причиной беспрецедентного восстания рабов. Однако Законодательное собрание Франции предоставило права свободным людям цветной расы, а также направило на остров 6000 французских солдат. В результате полное отделение от Франции не было осуществлено в тот момент и произошло лишь после восстановления рабства.
Для белых креольских революционеров декларация независимости означала политическую автономию. Тем не менее, последующая резня 1804 года на Гаити означала, что их цели не были достигнуты, и Гаити стало первым чёрным суверенным государством в Америке. Резня, которая охватила всю территорию Гаити, продолжалась с начала февраля 1804 года по 22 апреля 1804 года. В феврале и марте Дессалин путешествовал по городам Гаити, чтобы убедиться, что его приказы выполняются. Это обеспечило то, что социальная и политическая власть осталась в руках черных и людей смешанного происхождения, что полностью изменило статус-кво после независимости. Таким образом, освобождение дало Дессалину возможность отомстить бывшим владельцам рабов, которые подвергались систематическим преследованиям.

## Провозглашение независимости
1 января 1804 года Дессалин, новый лидер по Конституции 1801 года, от имени гаитянского народа объявил Гаити независимым государством. Секретарь Дессалина, Луи Буарон-Тоннер, заявил: «Для нашей декларации независимости нам следовало бы использовать кожу белого человека в качестве пергамента, его череп — как чернильницу, его кровь — как чернила, а штыковую ножку — как перо!». Между прочим, утверждается, что Буарон-Тоннер был выбран Дессалиным автором декларации именно из-за этого высказывания.
Дессалин сосредоточил всю власть в своих руках, приняв титул «пожизненного генерал-губернатора», который через девять месяцев он заменил на «императора». Установление им фактической диктатуры также подразумевалось в тексте декларации: «Помните, что я пожертвовал всем, чтобы встать на вашу защиту; семьей, детьми, состоянием, а теперь я богат лишь вашей свободой; мое имя стало ужасом для всех тех, кто хочет рабства. Деспоты и тираны проклянут тот день, когда я родился. Если когда-либо вы откажетесь или будете ворчать, получая те законы, которые дух, охраняющий вашу судьбу, диктует мне ради вашего блага, вы заслужите судьбу неблагодарного народа.»
Кроме того, в декларации нет утверждения о «республиканских правах» или каких-либо «правах» вообще. Вместо этого идея независимости в данном контексте ограничивалась свободой от рабства, а не либерализацией. Это можно проследить от восстания рабов 1791 года до Конституции 1801 года, принятой Туссен-Лувертюром, который создал авторитарное общество, передавшее абсолютный контроль от Франции к Дессалину. Милитаристское правление Дессалина — при поддержке 17 из 37 высших офицеров армии, осудивших Францию — имело сходство с Французской революцией, кульминацией которой стал приход Наполеона к диктатуре во Франции. Кроме того, хотя революция была успешной, Дессалин выбрал путь революции только «в одной стране». Историки отметили, что это было связано с желанием Дессалина установить и поддерживать дружеские дипломатические отношения с соседними островами, находившимися под контролем Европы, которые в значительной степени были противниками взаимодействия с Гаити из-за опасений, что это повлияет на их собственные плантационные экономики. В трех примирительных абзацах, которые контрастируют с яростным тоном остальной части документа, Дессалин просит своих соотечественников: «Однако убедитесь, что дух миссионерства не разрушит нашу работу; давайте позволим нашим соседям жить в мире; пусть они живут спокойно по законам, которые они сами создали, и не будем, как революционные зачинщики, объявлять себя законодателями Карибского региона, и пусть наша слава не состоит в нарушении мира на соседних островах. В отличие от того, на котором мы живем, их земля не была залита невинной кровью её жителей; у них нет мести к власти, которая их защищает.»
Тем не менее, Гаитянская революция и её последующая независимость отличались от других революций того времени. Общая автократическая традиция после независимости в Гаити отличала его от большинства других латиноамериканских обществ, которые стали республиками после революции, за исключением нескольких, которые стали монархиями. Только после убийства императора Дессалина в 1806 году освобождённые рабы — также подписавшие декларацию — создали первую республику Гаити.
Акт независимости должен был храниться в здании Национальных архивов в Порт-о-Пренсе, и он находился там до тех пор, пока правительство Фабра Жеффара не продало его немецкому коллекционеру, который хотел выставить его в Британском музее. После землетрясения 2010 года, в апреле 2010 года, канадский аспирант Дьюкского университета, учившийся в Лондоне, обнаружил единственный сохранившийся экземпляр оригинальной печатной версии в Национальных архивах.

## Международная реакция
После объявления Декларации независимости западные державы отказались признать Гаити как независимое государство. Гаитянское правительство ответило, используя свои экономические связи с другими странами, чтобы убедить их признать суверенитет Гаити. Эта тактика, а также попытки Гаити успокоить своих колониальных соседей, в конечном итоге оказались неуспешными. Гаити было отказано в дипломатическом признании на протяжении десятилетий после Декларации.
После Декларации независимости Гаити не было признано Соединёнными Штатами, однако американские торговцы вели свободную торговлю с Гаити. Гаити использовало эти экономические отношения, чтобы оказать давление на США с требованием дипломатического признания. Гаити отказалось вступать в переговоры или помогать в решении споров без дипломатического признания. Американские торговцы оказывали давление на правительство США, чтобы признание Гаити как независимого государства обеспечило лучшую защиту их торговли с Гаити. Тем не менее, эта тактика для получения дипломатического признания США оказалась неудачной, и Гаити было признано США только в 1862 году.
Декларация пыталась уверить иностранные рабовладельческие государства в том, что гаитянские революционеры не собираются угрожать их колониям рабовладельческими восстаниями. Вместо широкомасштабного восстания рабов, Дессалин призывал ограничить революцию только Гаити. Это заявление, вероятно, было включено для того, чтобы защитить Гаити от мести со стороны соседних колониальных держав, таких как британский флот, который мог бы установить барьеры для торговли.
Несмотря на утверждения в Декларации, окружающие рабовладельческие колониальные державы рассматривали Гаити как угрозу. Гаити было свободной землёй для рабов из других стран. Конституция Гаити 1816 года включала статью, предоставляющую гражданство всем людям африканского происхождения, которые приехали жить в Гаити. Политика свободной земли давала рабам Карибского региона способ сбежать, если они могли добраться до Гаити. Многие воспользовались этим методом и обрели свободу. Когда иностранные державы, такие как Британия, пытались договориться о возвращении рабов, их действия сталкивались с препятствиями из-за их собственного непризнания Гаити.
Несмотря на то, что Гаити заявляло о себе как о католической нации, Ватикан не признавал Гаити как независимое государство в течение десятилетий после Декларации. Ватикан продолжал рассматривать Гаити под его колониальным названием и отправил епископа с титулом, используемым для миссионерской работы, а не титулом, предназначенным для взаимодействия с уже установленной католической нацией. Отказ Ватикана признать Гаити как независимое государство ещё больше отчуждал новую нацию от окружающих колониальных держав. Это также поставило Гаити вне группы так называемых «цивилизованных» наций.

## Подписавшиеся
- Жан-Жак Дессалин, главнокомандующий.
- Анри Кристоф, начальник отдела.
- Александр Петион, начальник отдела.
- Николя Жеффрар, начальник отдела.
- Огюстен Клерво, генерал-майор.
- Верне, генерал-майор 1.
- Габарт, генерал-майор 1.
- Лоран Базеле, бригадный генерал[16].
- П. Ромен, Ж. Жерен, Ф. Капуа, Жан-Луи Франсуа, Феру, Канже, Маглуар Амбруаз, Ж. Ж. Эрн, Туссен Брэйв, Яю, бригадные генералы.
- Гай Жозеф Бонне, Ф. Паплиер, Морелли, Шевалье, Марион, генерал-адъютанты.
- Маньи, Ру, начальники бригад.
- Шаперон, Б. Горе, Макажу, Бенджамин Ноэль, Ололой, Дюпюи, Карбонн, Старший Диакуа, Рафаэль, Мале, Деренонкур, офицеры гаитянской армии
- Пьер Николя Малле, псевдоним Маллет Бон Блан.
- Луи Буарон-Тоннер, секретарь.